# 手待ち
手待ち（てまち）とは、将棋用語。局面に大きく影響しない無難な手を指して、攻撃の開始など大きな活動の開始を自らは行わず相手に手を渡すこと。事実上パスの代わりとなる着手。他のボードゲームでも同様の意味で用いられる。また、転じて工場・工事現場などで、部品の不足などにより作業予定通り進められないため、作業員を一時的に遊ばせて待つ状態のことも指す。

## 将棋における手待ち
将棋においては、局面によって駒の重要性が変わるため、どの駒を動かすのが手待ちと言いきることはできない。飽和局面において1筋または9筋の香を1つ進めたり、飛車・角を重要な方面の利きを変えないように動かしたり、金・銀を一手で戻れる位置に動かしたり、といった手待ちが比較的良く行われる。また単なる手待ちばかりでなく、直接的な意図はすぐには発揮されないが、長期的に見て「相手に打開責務を促す着手」を手待ちと見なす。手待ちは一種のパスであるため、局面を大きく変えない手が選ばれるが、実際に手によって局面は変わるため、手待ちの優劣によって勝敗が決することも多い。
プロ棋士をはじめ、多くの棋士はこのため多くの戦形においてより優位となれるような手待ちを研究している。2手1組の組み換えなどは手待ちと言う場合と言わない場合があり、基本的に「誘いの隙」という言葉で代用するほうが正しい。舟囲い - 箱入り娘から▲5八金上 - ▲6九金引 - ▲6八金寄のように3手で相手に隙を作らせて仕掛けたり、穴熊相手に▲7八金寄 - ▲6八金寄の手順で駒が外側に動いたときに仕掛ける手などはその典型的手順である。基本的に後手や下手の場合の方法であり、上手の場合は駒落ちの場合に使う手が手待ちでそれ以外は誘いの隙となる場合が多い。場合によっては同一局面が出来上がり、千日手となりかねないからである。

### 定跡における手待ち
- 駅馬車定跡 - 相掛かり腰掛け銀で先後同型となった中盤戦において、後手が角交換から攻め合いに出る手順の定跡。戦後の相掛かり腰掛け銀ではよく指された。先手の塚田正夫名人（当時）が手待ちのため飛車を浮いたのを、後手の升田幸三八段（当時）が咎めて指した手順が始まり。

## その他のボードゲームにおける手待ち

### 囲碁
囲碁では自分から仕掛けると不利になる局面では、損にならないような手を打ち、相手の着手に対応する形で対局を進めていく場合がある。これを相手に手を渡すという。なお囲碁ではパスが認められているが、囲碁のパスには終局の申し出という意味があり、基本的に終局のときのみ使うものであって、自分がパスした場合に相手もパスすると直ちに終局するので注意が必要である。また、囲碁の中国ルールでは一手打つことそれ自体が一目の得になるので、進んでパスをすることは特別な場合を除いてない。ちなみに現在問題になっている局面に手を加えず、別の場所に石を置くのは「手抜き」と言われる。

### リバーシ
リバーシでは自分だけが打てる箇所を残しておき、相手に有効な着手がなくなった状態でそこに打つということがしばしば行われる。このような着点を「余裕手」、余裕手を打つことを「余裕手発射」と呼ぶ。

### チェス
チェスでは将棋と同様の中盤における手待ちのほか、終盤で相手をツークツワンクに入れるための手待ちがよく見受けられる。